# Django Reinhardt
Jean Baptiste "Django" Reinhardt (23. januar 1910 – 16. maj 1953) var en fransk/belgisk jazzguitarist, der var en af de første fremtrædende europæiske jazzmusikere, som blev berømt pga. sit nyskabende og karakteristiske spil.
Hvert år bliver der afholdt en festival til ære for ham i Samois-sur-Seine, hvor han boede i de sidste år af sit liv.

## Biografi
Django var sintimusiker, der blev født i Liberchies i Vallonien i Belgien .
Han tilbragte det meste af sin barndom i romabeboelser i nærheden af Paris, hvor han levede af at spille banjo, guitar og violin i Bal-musette i Paris.
2. november 1928 gik der ild i den campingvogn, Django boede i. Han lå på sygehus i henved et år, mest på ryggen uden at kunne vende sig. Hans venstre side var kraftig forbrændt, og lægen ville amputere hans ben. Venstre hånd var helt forkrøblet, men Django formåede at opøve tommelfingeren og to fingre til. Han blev dog nødt til at opfinde nærmest naturstridige måder at spille guitar på, og hans vibrato har ingen kunnet kopiere. Hans nabo i hjørnehuset Rue Damrémont 83 i Paris, hvor han boede efter sygehusopholdet, fortalte, at han lå på ryggen og spillede guitar, hvad der ellers regnes for umuligt.
Han gik på pension i 1951 og flyttede til Samois-sur-Seine i Frankrig i nærheden af Fontainebleau. Der boede han til 16. maj 1953, hvor han døde af en hjerneblødning uden for sit hus.

## Karriere
Django udviklede sin egen stilart på guitar, Jazz Manouche, og han blev en inspiration for mange guitarister. Han mødte Savitry og Delaunay, som gav ham adgang til jazzscenerne i Paris. I 1934 dannede Django Quintette du Hot Club de France med violinisten Stephane Grapelli, Joseph Reinhardt og Roger Chaput på guitar og Louis Vola på bas. Quintette du Hot Club de France var et af få kendte jazzband som udelukkende spillede på strengeinstrumenter.
Sammen med bl.a. Coleman Hawkins og Benny Carter spillede han i Paris i 1935 og senere på en turne i Europa.
Blandt hans kendteste kompositioner er Nuages fra 1940 og Djangology.
Django satte tidligt pris på amerikanske jazzmusikere som Charlie Parker og Dizzy Gillespie.
Efter krigen rejste Django på turne i USA og spillede et par gange som gæstesolist med Duke Ellingtons orkester i Carnegie Hall.
Django vendte tilbage til Frankrig og spillede med bl.a. Stephane Grapelli og Svend Asmussen. Han spillede af og til elektrisk guitar i den sidste tid.